# Rustam Rachimow
Rustam Rachimow (eredeti nevén Rustamhodza Rahimov) (Dusanbe, 1975. február 16. –) tádzsik származású német amatőr ökölvívó. Ötször nyerte meg a német ökölvívó bajnokságot, kétszer légsúlyban (2002, 2003), háromszor harmatsúlyban (2005, 2006, 2007).

## Nemzetközi eredményei
- 2003-ban bronzérmes a világbajnokságon légsúlyban.
- 2004-ben bronzérmes az Európa-bajnokságon légsúlyban. Az elődöntőben az orosz Georgij Balaksintól szenvedett vereséget.
- 2004-ben bronzérmes az olimpián légsúlyban. Az elődöntőben a kubai Yuriorkis Gamboától kapott ki.
- 2005-ben ezüstérmes a világbajnokságon harmatsúlyban. A döntőben a kubai Guillermo Rigondeauxtól szenvedett vereséget.
- 2007-ben a világbajnokságon óriási meglepetésre már a selejtezők során vereséget szenvedett az kazah Mirzsan Rahimzsanovtól.